# هوبرت شواب
هوبرت شواب (انگلیسی: Hubert Schwab؛ زادهٔ ۵ آوریل ۱۹۸۲) دوچرخه‌سوار اهل سوئیس است.